# Historisches Museum Schloss Gifhorn
Das Historische Museum Schloss Gifhorn ist das Heimatmuseum der Stadt Gifhorn in Niedersachsen, das seinen Sitz im Schloss Gifhorn hat.

## Beschreibung
Das Museum befindet sich auf vier Stockwerken im so genannten Kommandantenhaus des Schlosses, ein Renaissancebau aus dem 16. Jahrhundert. Teil des Museums ist die angrenzende Schlosskapelle von 1547. Das Museum umfasst eine in fünf Abteilungen gegliederte Dauerausstellung zur Geschichte der Stadt Gifhorn und des heutigen Landkreises Gifhorn. Zeitlich beginnt sie in der Urgeschichte der Region und reicht bis in das 20. Jahrhundert. Die Fossilien und Tierpräparate der naturkundlichen Sammlung thematisieren regionale Geologie und Tierwelt in der sich wandelnden Umwelt. Zur Ausstellung gehört eine Apotheke. In regelmäßigen Abständen werden Sonderausstellungen gezeigt. Dies war z. B. die Ausstellung „Die Gifhorner Welfen. Alte und Neue Welten in unruhiger Zeit“ in den Jahren 2023 und 2024.
Das Museum ist Teil der Museen des Landkreises Gifhorn.
Die aktuelle Museumsleiterin ist seit 2015 die Archäologin Birte Lehnberg.

## Geschichte
Am 20. Februar 1914 wurde der Museums- und Heimatverein Gifhorn e.V. gegründet. Er fungierte als Trägerverein für ein Heimatmuseum, das wegen der voranschreitenden Industrialisierung die Erinnerung an das alte bäuerliche Leben in der Region Gifhorn bewahren sollte. Zunächst war die Sammlung in der alten Schule untergebracht, dann ab 1921 in der Präparandenanstalt und ab 1923 in der Schlosskapelle.
Als ehrenamtlicher Museumsleiter fungierte zunächst Bernhard Zeitz, der einen Schwerpunkt mit der von ihm aufgebauten prähistorischen Schausammlung setzte. Ihm fiel auch die Aufgabe zu, dass in der Endphase des Zweiten Weltkrieges und der unmittelbaren Nachkriegszeit durch Vandalismus zerstörte Museum wieder aufzubauen. 1970 gab es mit Otto Heinz Werner den ersten hauptamtlichen Museumsleiter. Er begann, zeitgenössische Kunst zu sammeln und auszustellen. Auf Werner folgte 1980 Jürgen Conrad, der den Fokus auf die Alltagsgeschichte von Stadt und Region Gifhorn legte. Unter seiner Nachfolgerin, ab 2015 die Archäologin Birthe Lehnberg, spielte die Alltagsgeschichte ebenfalls eine große Rolle.